# Centrolabrus
Centrolabrus là một chi cá biển thuộc họ Cá bàng chài. Tất cả các loài trong chi này đều được tìm thấy ở Đông Đại Tây Dương.

## Từ nguyên
Tiền tố centro trong từ định danh bắt nguồn từ tiếng Hy Lạp cổ đại có nghĩa là "gai, ngạnh", không rõ hàm ý đề cập đến điều gì, có lẽ chỉ đến các gai ở vây lưng hoặc vây hậu môn, còn Labrus ở phần hậu tố là tên gọi của chi điển hình trong họ Cá bàng chài.

## Các loài
Có hai loài được công nhận là hợp lệ trong chi này, bao gồm:
- Centrolabrus exoletus (Linnaeus, 1758)
- Centrolabrus melanocercus (Risso, 1810)

## Phân loại
Trước đây, chi Centrolabrus bao gồm 3 loài, là C. caeruleus, C. exoletus và C. trutta. Theo quan sát và ghi nhận, cá đực của hai loài trong số đó là C. caeruleus và C. trutta lại có hành vi dựng tổ để cho cá cái đẻ trứng, và trứng được chăm sóc và bảo vệ bởi cá đực. Những tập tính này giống với hầu hết các loài trong chi Symphodus. Trong khi đó, những tập tính này lại không được quan sát ở C. exoletus.
Ngoài ra, một phát hiện đáng chú ý là S. melanocercus khi đó lại là loài duy nhất trong chi Symphodus mà cá đực không có hành vi dựng tổ, cũng như việc cá đực không chăm sóc trứng của chính nó; điều này lại giống với C. exoletus. Một điểm tương đồng giữa S. melanocercus và C. exoletus là hành vi "làm vệ sinh" cho những loài cá khác. C. exoletus thậm chí còn làm vệ sinh cho cả S. melanocercus.
Bên cạnh sự khác biệt về tập tính, những loài đã đề cập ở trên cũng có sự khác biệt về bộ gen. Kết quả phân tích vùng gen 16S rDNA cho thấy, C. caeruleus và C. trutta hình thành một nhóm đơn ngành với nhiều loài trong chi Symphodus, còn S. melanocercus lại hợp thành nhóm với C. exoletus.

### Trích dẫn
- "On the phylogenetic affinities of Centrolabrus trutta and Centrolabrus caeruleus (Perciformes: Labridae) to the genus Symphodus: molecular, meristic and behavioural evidences" (PDF). Arquipélago: Life Marine Sciences. Quyển 19A. 2002. tr. 85–92. {{Chú thích tạp chí}}: Đã bỏ qua tham số không rõ |authors= (trợ giúp)